# Festival Bach de Oregón
Festival Bach de Oregón (en inglés: Oregon Bach Festival) es un festival talleres para estudiantes que y de música clásica celebra las obras de Johann Sebastian Bach, entre otras, y se celebra en Eugene, Oregón, Estados Unidos, desde 1970.

## El festival
El Oregon Bach Festival es un programa financiado por la Universidad de Oregón. Las actividades del festival se concentran en el Centro Hult para las Artes Escénicas de Eugene y en la Escuela de Música y Danza de la Universidad de Oregón, principalmente en el Beall Hall.

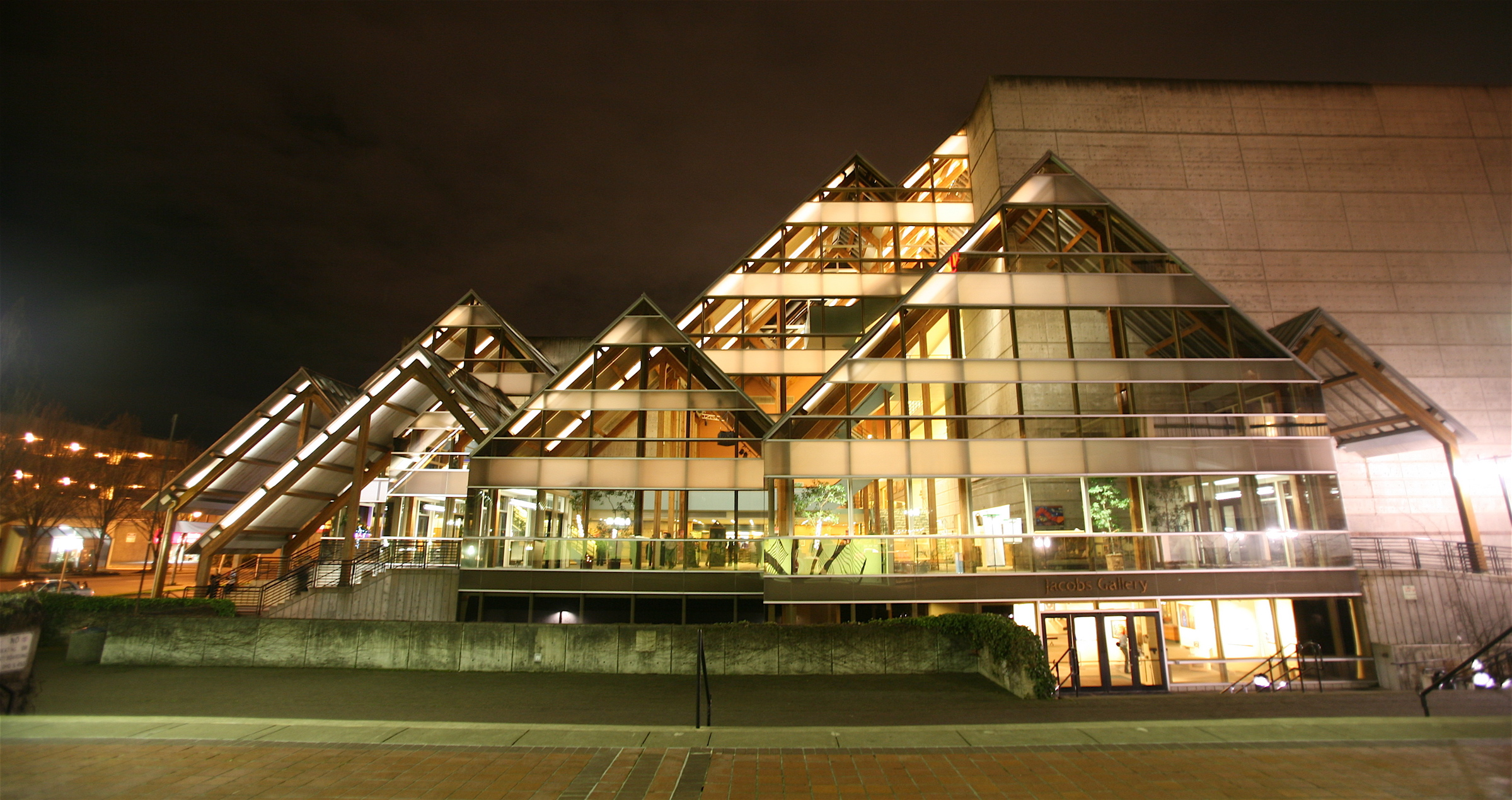
Hult Center for the Performing Arts

La programación del festival tiene tres vertientes: Presenta una variada selección de conciertos y artistas invitados, que en los últimos años ha incluido programas no relacionados con Bach de Garrison Keillor, Bobby McFerrin, Frederica von Stade y Yo-Yo Ma; se centra en el repertorio coral-orquestal, incluyendo encargos y estrenos; Además, realiza extensas actividades educativas, incluyendo la Academia Coral Juvenil, dirigida por el director Anton Armstrong del St. Olaf College.

## Historia
El festival fue fundado en 1970 como una serie informal de clases y conciertos en la Universidad de Oregón por el director alemán Helmuth Rilling y el expresidente de la American Choral Directors Association (Asociación Americana de Directores Corales), Royce Saltzman. A finales de la década de 1970, la programación se había ampliado para incluir presentaciones corales y orquestales a gran escala. En 1971, se le denominó Spring Music Festival (Festival de Música de Verano) y se renombró Oregon Bach Festival para reflejar la ubicación y el compositor cuyas obras son el eje central del festival a través de la clase magistral de dirección de Rilling, que guía a los estudiantes a través de Cantatas, Misas, Pasiones y otras obras corales.
El festival interpreta con frecuencia las obras más extensas de Bach. En 1985, con motivo del 300.º aniversario del nacimiento de Bach, el festival interpretó la Pasión según San Juan, la Pasión según San Mateo, la Misa en si menor y los seis Conciertos de Brandeburgo, culminando con una presentación en el Hollywood Bowl. El éxito del modelo y la estructura del Festival Bach impulsó a Rilling a crear otras Academias Bach, como la Internationale Bachakademie Stuttgart.
Entre los músicos destacados que trabajaron en el Festival se encuentran el director y pianista Jeffrey Kahane, el musicólogo Robert Levin, la especialista en barroco Monica Huggett y el barítono Thomas Quasthoff, quien debutó en Estados Unidos en la Festival en 1995.